# قایه‌دالی
قایه‌دالی (به لاتین: Qayadalı) یک منطقه مسکونی در جمهوری آذربایجان است که در شهرستان قوبا واقع شده است. قایه‌دالی ۷۶۸ نفر جمعیت دارد.